# Kim Jae-gyu
Kim Jae-gyu 金載圭 (Zensan, 6 marzo 1926 – Seul, 24 maggio 1980) è stato un militare e agente segreto sudcoreano, noto per aver assassinato il Presidente Park Chung-hee.

## Biografia
Nato durante il periodo dell'occupazione giapponese, nel 1945 si laureò presso l'Università Nazionale Gyeongbuk e lavorò come insegnante di scuola media fino a quando il governo sudcoreano, ottenuta da poco l'indipendenza, creò il suo esercito e l'Accademia Militare coreana (allora chiamata Accademia Joseon). Conseguito il titolo di studio presso l'Accademia Joseon nel dicembre 1946 - lo stesso anno di Park Chung-hee - e l'Accademia Militare nel 1952, servì come comandante di reggimento nel 1954 e come vicepresidente del Collegio dell'Esercito nel 1957, durante la presidenza di Kim Gye-won.
Nel 1961, quando Park Chung-hee effettuò un colpo di Stato militare per conquistare il potere, Kim non vi partecipò e fu sospettato di essere un controrivoluzionario: incarcerato, fu rilasciato poco dopo su ordine del nuovo capo del Governo. In seguito comandò il Sesto distretto militare nel 1966, il Comando di Sicurezza dell'esercito nel 1968 e il Gruppo "Terza Armata" nel 1971: mentre svolgeva quest'ultimo incarico nella provincia di Kang-won, Park Chung-hee dichiarò l'emergenza nazionale, impose la legge marziale, sciolse l'Assemblea Nazionale e nell'ottobre del 1972 proibì ogni attività politica.
Si arrivò all'emanazione di una nuova Costituzione, detta "Yushin" ("Restaurazione"), che di fatto trasformava il paese in una dittatura militare: secondo alcuni suoi collaboratori, in privato Kim Jae-gyu espresse la propria disapprovazione per queste svolte politiche. Il generale Kim Jae-gyu entrò nel governo come Ministro delle Infrastrutture nel 1974: grande amico del presidente Park, quest'ultimo lo scelse come capo del suo servizio di sicurezza e soprattutto come direttore della National Intelligence Service nel 1976.
Tuttavia, il 26 ottobre 1979 alle 19:41, dopo un banchetto, assassinò il presidente con alcuni colpi di pistola, una Walther PP, al petto e affermò di aver compiuto un atto di patriottismo, poiché Park Chung-hee era divenuto un pericolo per la democrazia. Oltre a Park, durante l'attentato perirono anche il capo dei bodyguard presidenziali Cha Ji-chul (grande rivale dell'omicida), tre guardie del corpo e un autista. Immediatamente arrestato, Kim Jae-gyu subì un seguitissimo processo: così come tutti gli altri imputati suoi complici subì torture e, dopo la sentenza di morte, venne impiccato.